# Emilie Mediz-Pelikan
Emilie Mediz-Pelikan (født 2. december 1861 i Vöcklabruck, Hausruckviertel i delstaten Oberösterreich; død 19. marts 1908 i bydelen Leubnitz-Neuostra i Dresden) var en østrigsk maler, fra 1891 gift med kunstneren Karl Mediz.
Mediz-Pelikan studerede på kunstskolen i Wien (Akademie der bildenden Künste Wien) hos den tyske landskabsmaler August Albert Zimmermann (en) (1809-88) og fulgte ham til Salzburg og München. Hun opholdt sig også i den belgiske kystby Knokke og i Paris. Ægteparret slog sig 1894 ned i Dresden.
Hun var påvirket af de franske impressionister og af malere fra malerskolen i München (Akademie der Bildenden Künste München), blandt andre tyskerne Wilhelm Leibl (1844-1900) og Wilhelm Trübner (1851-1917) og af østrigeren Carl Schuch (1846-1903). 1903 udstillede hun med Karl Mediz hos Hagenbund.
| - Værker af Emilie Mediz-Pelikan - Ægtemanden Karl Mediz, 1896 - Portræt af en ung kvinde, 1898 Portrait einer jungen Frau - Vue fra bjergruinen Dürnstein i Donaudalen, ca. 1900 Blick von der Ruine Dürnstein ins Donautal - Wisteria (blåregn) under popler, 1900 Glyzinienbrunnen - Blomstrende kastanjetræer, 1900 Châtaigniers en fleurs På Österreichische Galerie Belvedere - Udsigt til øen Lacroma, 1902 Blick auf Lacroma - Solnedgang, o. 1908 Sonnenuntergang |